# ウタモノガタリ-CINEMA FIGHTERS project-
「ウタモノガタリ-CINEMA FIGHTERS project-」（ウタモノガタリ シネマ ファイターズ プロジェクト）は、LDH JAPANと「ShortShorts」がコラボし、作詞家小竹正人による詞の世界観を、気鋭の映画監督たちがショートフィルム化するプロジェクトCINEMA FIGHTERS第2弾。

## 概要

### 製作
「ウタモノガタリ-CINEMA FIGHTERS project-」は、LDH JAPANと「ShortShorts」がコラボし、EXILE HIROがエグゼクティブプロデューサー、SSFF＆ASIA代表、別所哲也の企画・プロデュースでショートフィルムを製作し、作詞家小竹正人の詞の世界観を、映画監督たちがショートフィルム化するプロジェクトCINEMA FIGHTERS第2弾。
2018年第2弾として、小竹正人が作詞したLDHアーティストの楽曲6作品をテーマに、松永大司監督、石井裕也監督、平林勇監督、安藤桃子監督、Yuki Saito監督、岸本司監督の6名が、歌詞からをそれぞれが脚本・映像化。

### 作品公開
2017年6月4日～24日の「ショートショート フィルムフェスティバル ＆ アジア2018」(SSFF & ASIA 2018)内でプレミア上映され。2018年6月22日から全国の映画館で公開。

### Blu-ray & DVDリリース
2018年11月23日にエイベックス・ピクチャーズから短編映画6本を収めた「Blu-ray豪華版」「DVD豪華版」「DVD通常版」の3形態で発売。

## カナリア
『カナリア』

### キャスト
- 永田亮 - EXILE TAKAHIRO
- 髙橋楓 - 夏帆
- 宮川将司 - 髙野春樹
- 髙橋巖 - 塚本晋也

### 製作
- 監督・脚本：松永大司
- エグゼクティブ・プロデューサー：EXILE HIRO
- 企画・プロデュース：別所哲也
- コンセプトプロデューサー：小竹正人
- 主題歌：「Canaria」

作詞：小竹正人 / 作曲：Erik Lidbom、Chris Hope、Andrew Choi / 歌：EXILE TAKAHIRO

## ファンキー
『ファンキー』

### キャスト
- 純司 - 岩田剛典
- 洋一 - 池松壮亮
- ハジメ - 前田航基
- ヤス - 芹澤興人
- 直人 - 岡根拓哉
- 女 - 美山加恋
- 老婆 - 伊佐山ひろ子
- 美和 - 麻生久美子

### 製作
- 監督・脚本：石井裕也
- エグゼクティブ・プロデューサー：EXILE HIRO
- 企画・プロデュース：別所哲也
- コンセプトプロデューサー：小竹正人
- 主題歌：「東京」

作詞：小竹正人 / 作曲：Jun Tanaka / 編曲：Toru Watanabe / 歌：三代目 J Soul Brothers from EXILE TRIBE

## アエイオウ
『アエイオウ』

### キャスト
- 安住ひかる - 白濱亜嵐
- 伊野ちか - 木下あかり
- 江倉春風 - 林寿美
- 山崎信人将補 - 奥田瑛二

### 製作
- 監督・脚本：安藤桃子
- エグゼクティブ・プロデューサー：EXILE HIRO
- 企画・プロデュース：別所哲也
- コンセプトプロデューサー：小竹正人
- 主題歌：「何もかもがせつない」

作詞：小竹正人 / 作曲：Hiroki Sagawa、DJ first / 歌：GENERATIONS from EXILE TRIBE

## Kuu
『Kuu』

### キャスト
- アン - 石井杏奈
- ハナ - 山口乃々華
- テン - 坂東希
- モモ - 筒井真理子
- ヨテ - 平山祐介
- トテ - 野島直人
- オン - 麿赤兒

### 製作
- 監督・脚本：平林勇
- エグゼクティブ・プロデューサー：EXILE HIRO
- 企画・プロデュース：別所哲也
- コンセプトプロデューサー：小竹正人
- 主題歌：「あの子のトランク」

作詞：小竹正人 / 作曲：Erik Lidbom、FAST LANE、Chris Hope、J FAITH / 歌：DANCE EARTH PARTY

## Our Birthday
『Our Birthday』

### キャスト
- 戸倉奏 - 青柳翔
- 新城梨香 - 佐津川愛美
- ベンジャミン - ランディ・ジャクソン
- 北田香織 - 芦名星
- カフェ店長 - 余貴美子

### 製作
- 監督・脚本：Yuki Saito
- エグゼクティブ・プロデューサー：EXILE HIRO
- 企画・プロデュース：別所哲也
- コンセプトプロデューサー：小竹正人
- 主題歌：「How about your love?」

作詞：小竹正人 / 作曲：Erik Lidbom、Andrew Choi、220、SHIROSE / 歌：JAY'ED＆鷲尾伶菜

## 幻光の果て
『幻光の果て』

### キャスト
- ヨシヤ - 山下健二郎
- カオル - 中村映里子
- 塔子 - 大城優紀
- 花田 - 加藤雅也

### 製作
- 監督・脚本：岸本司
- エグゼクティブ・プロデューサー：EXILE HIRO
- 企画・プロデュース：別所哲也
- コンセプトプロデューサー：小竹正人
- 主題歌：「Baby Shine」

作詞：小竹正人 / 作曲：KENTZ、FAST LANE、Andrew Choi / 歌：DEEP